# Truyền thuyết
Truyền thuyết là một thể loại tự sự dân gian kể về sự kiện và nhân vật lịch sử (hoặc có liên quan đến lịch sử), phần lớn theo xu hướng lí tưởng hóa có yếu tố kì ảo, qua đó thể hiện sự ngưỡng mộ và tôn vinh của nhân dân đối với những người có công với đất nước, dân tộc hoặc cộng đồng cư dân của một vùng. Bên cạnh đó cũng có những truyền thuyết vừa đề cao, vừa phê phán nhân vật lịch sử.

## Đặc điểm, sự phân lập thể loại
Tại những nền văn hoá khác nhau về loại hình, khái niệm truyền thuyết có thể được mô tả những hiện tượng không hoàn toàn giống nhau, liên hệ một cách khác nhau với các thể loại dân gian khác, kể cả thần thoại.
Trong văn hóa châu Âu, thường người ta chia thành hai loại: legend và tradition, tuy cùng mang ngữ nghĩa là lời truyền tụng, lời tục truyền, truyền thuyết. Huyền thoại thường gắn với các nhân vật của lịch sử linh thiêng như các thánh của Kitô giáo hoặc Hồi giáo. Truyện dân gian gắn với các nhân vật trần thế và không buộc phải có yếu tố thần kỳ. Tuy vậy, sự phân chia này chỉ phù hợp với những nền văn hoá mà tôn giáo thống trị đã cải biến các hệ thống thần thoại có sớm hơn (chỉ xảy ra tại các nền văn hóa Kitô giáo và Hồi giáo), và rất khó thực hiện với các nền văn hoá trong đó tôn giáo mang tính thế giới (như Phật giáo) vốn không bác bỏ các hệ thống thần thoại có sớm hơn. Bên cạnh đó, sự phân chia này chỉ cũng khó làm đối với những hệ thần thoại đa thần chưa trải qua biến đổi căn bản nào hoặc những truyền thống trong đó lịch sử linh thiêng không phân lập với thế tục.
Trên một vài dấu hiệu khác biệt có thể rất nhỏ, sự phân lập truyền thuyết với các thể loại khác cũng có căn cứ nhất định. Truyền thuyết chung với thần thoại ở dấu hiệu về niềm tin và sự hiện diện của yếu tố thần kỳ. Truyền thuyết cũng phân biệt với thần thoại có thể ở phương diện sở hữu ngôn bản của bộ lạc hoặc toàn dòng họ. Thần thoại kể về nguồn gốc cõi đời và cõi người thì bất cứ một thành viên nào trong bộ lạc cũng có quyền kể lại; còn những truyền ngôn về các biến cố mở đầu dòng họ thì có thể thuộc sở hữu của các thành viên dòng họ. Bên cạnh đó, ở các nền văn hóa chưa có sự biến động về hệ thống tôn giáo, truyền thuyết có thể phân lập với thần thoại về quy chế, việc có hay không có liên hệ với sự thờ phụng, về nhân vật truyền thuyết,... Về tổng thể, so với thần thoại thì truyền thuyết kém linh thiêng hơn và thường mô tả những sự kiện xảy ra muộn hơn. Sự lệ thuộc về nguồn gốc (biến sinh) của truyền thuyết với thần thoại có thể được xác định, tuy không phải thần thoại là nguồn cốt truyện duy nhất của truyền thuyết. Truyền thuyết nằm ở ranh giới giữa thần thoại và các ghi chép mô tả lịch sử.

## Một số nhóm truyền thuyết
Truyền thuyết liên quan đến Kitô giáo hoặc ít nhiều tái hiện các cốt truyện của thời tiền tông đồ của Kitô giáo, là một trong những phương tiện tái mã hóa các biểu tượng Kitô giáo trong các tượng trưng Kitô giáo. Chẳng hạn hạnh các thánh (hagiographie) thực chất là những văn bản kém thiêng hơn so với lời thiêng, được phép hòa trộn với các môtip phi Kitô giáo, kể cả việc biến đổi các thánh thành một kiểu tương tự như trong điện thờ đa thần giáo. Hạnh các thánh tương tự như mọi loại truyền thuyết, trong khi hướng tới các thể loại lịch sử, đã đồng thời ứng với ngày kỷ niệm các thánh tính theo lịch. Từ đó cho phép gắn hai chu trình ngày lễ trong năm (gồm chu kỳ Kitô giáo và chu kỳ đa thần giáo) thành một chu kỳ thời gian nghi lễ.
Truyền thuyết Kitô giáo còn có một nhóm riêng trong đó không chỉ có những nhân vật của Cựu ước mà còn có cả thần và quỷ. Nhóm truyền thuyết này đã bổ sung tính lịch sử cho hệ thần thoại Kitô giáo bằng những yếu tố thần thoại tiền Thiên Chúa. Các hành động trong loại truyền thuyết này cũng được chuyển vào cái thời gian, mà đối với Kitô giáo nó thực hiện chức năng thời gian thần thoại (tức thời gian của Cựu ước và Phúc âm), thậm chí xâm nhập cả vào thời gian Kinh thánh (thời giai lịch sử linh thiêng), và vào cả thời gian thần thoại đích thực kể về cuộc đấu tranh của những người khổng lồ, lịch sử sáng thế,...
Bên cạnh các truyền thuyết với hành động diễn ra trong thời gian lịch sử hoặc thời gian tôn giáo, châu Âu còn biết đến loại hình truyền thuyết diễn ra trong thời gian trừu tượng, bất định, tương tự thời gian của truyện ngụ ngôn hoặc truyện cổ tích. Đó là kiểu truyền thuyết mô tả quan hệ giữa các thánh với con người. Một số tiết đoạn của thể loại truyền thuyết này có thể được chuyển hóa thành cổ tích.
Cũng cần kể đến các truyền thuyết về những cư dân tiền bối tại các địa phương mang cùng một truyền thống văn hóa. Các truyền thuyết này thường miêu tả những sinh thể khác con người, đồng thời gắn với ranh giới giữa tiền lịch sử và lịch sử. Về phương diện nào đó, loại truyền thuyết này tương đồng về loại hình với các truyền thuyết kể về khởi thủy dòng họ hoặc bộ lạc.
Một số truyền thuyết khác, vượt qua ranh giới nói trên và đặt thời gian lịch sử vào tộc người, thể hiện chức năng của các thể loại lịch sử hoặc giả lịch sử. Các truyền thuyết này tiếp cận ở mức độ đáng kể thời gian của cộng đồng cư dân mang truyền thống văn hóa ấy thậm chí vượt quá thời gian này, kéo dài thời gian lịch sử thành thời gian thần thoại.
Bên cạnh đó còn có loại thể truyền thuyết miêu tả những xứ sở và xã hội không tưởng, thể hiện sự tương quan không chỉ với lịch sử mà còn với tình thế xã hội cụ thể. Những truyền thuyết này miêu tả các bức tranh không tưởng về tương lai và những nhân vật không bị linh thiêng hóa, họ thực hiện chức năng khôi phục lẽ phải đã bị phá bỏ, xác lập một phúc lợi không tưởng (tức cái vốn là chức năng của nhân vật văn hóa đương thời được "dịch" ra thành ngôn ngữ của các quan hệ xã hội muộn hơn) những nét chính trong chuyện là; lấy bối cảnh lịch sử để thêm vào đó những chi tiết thần bí,bí hiểm